# 伊爾庫茨克省

伊爾庫茨克省（俄语：Иркутская губерния）是俄羅斯帝國的一個省，成立於1764年，受伊爾庫茨克總督區管轄（1914年）。1925年併入西伯利亞邊疆區。
其範圍大致為现在的伊爾庫茨克州。